# Barbara Schirmer

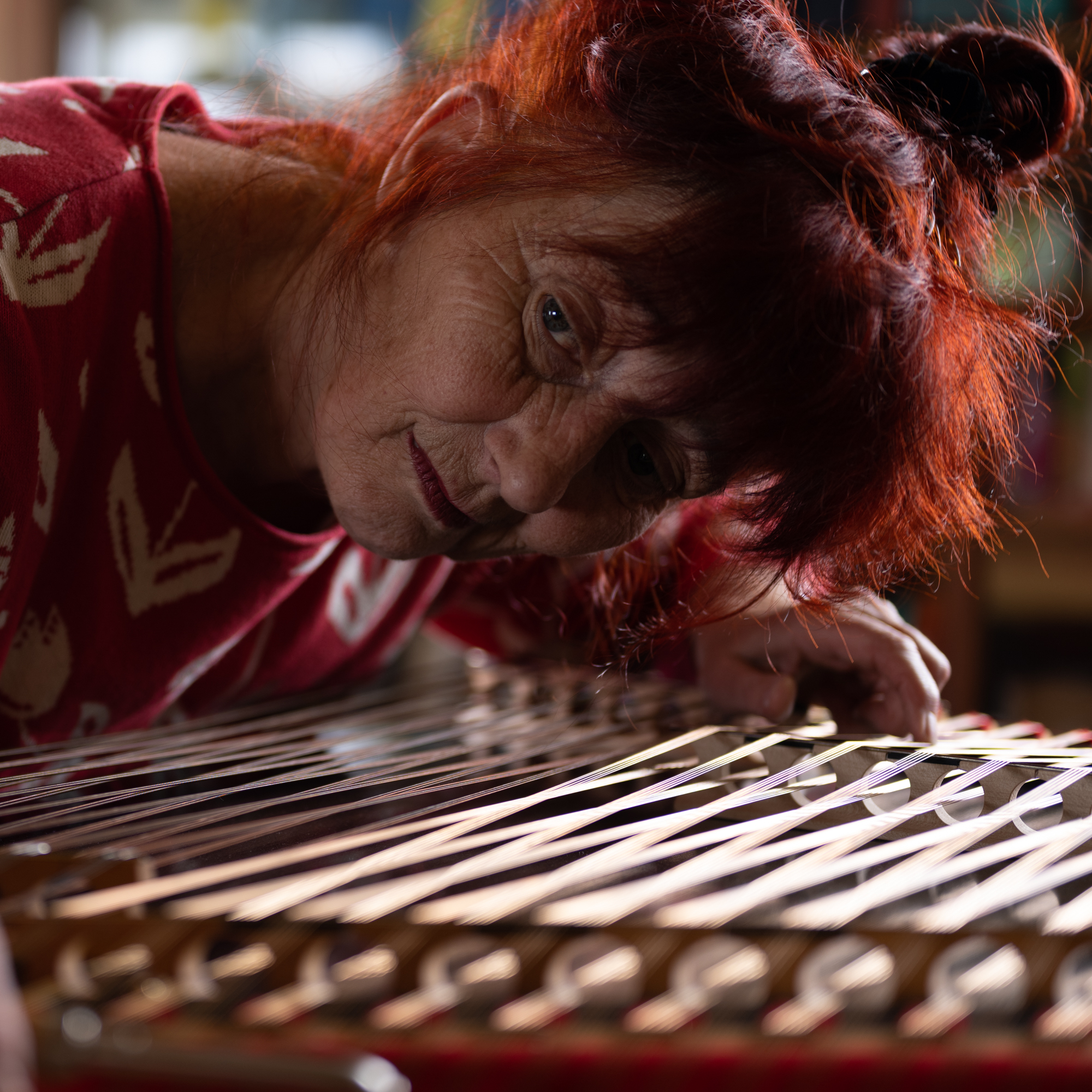
Barbara Schirmer beim Stimmen des Hackbretts

Barbara Schirmer (* 12. Mai 1951 in Zofingen) ist eine Schweizer Musikerin (Hackbrett) und Komponistin.

## Leben und Wirken
Barbara Schirmer lernte als Kind Geige, die sie zunächst im Familienorchester spielte, dann auch in ihrer 1976 u. a. mit Bongo Wydler gegründeten Folk-Band «Schürmüli Musig». Ende der 1970er Jahre konzentrierte sie sich zunehmend auf das Hackbrett als ihr Hauptinstrument. Als eine der ersten Musikerinnen in der Schweiz bereicherte Schirmer alpine Traditionen durch Einflüsse anderer Kulturen, beispielsweise mit Stilelementen aus Südamerika, wo Schirmer nach ihrem Studium ein Jahr gelebt hat. Die bis heute bestehende, weit gereiste und mehrfach umbesetzte Band «Schürmüli Musig» trat u. a. beim internationalen Hackbrettfestival im Münchener Gasteig und beim Rudolstadt-Festival auf und gastierte auch in den USA und Japan.
Im Lauf der Jahre brach Barbara Schirmer den ursprünglichen Kontext des Hackbretts immer weiter auf. Mit der senegalesischen Gruppe PENC zeigt sie ein interkulturelles Programm im Rahmen des Festival intercultures in Dakar (Senegal) und in der Schweiz, weiterhin arbeitete sie mit ungarischen und kurdischen Musikern. 1979 trat sie dem in Zürich frisch gegründeten Verein Frauen machen Musik bei, in der Folge organisierte sie hier Frauenmusik-Wochen und war mehrere Jahre  auch als Dozentin engagiert. 1980 begleitete Schirmer die schottische Jazzsängerin Maggie Nicols, Irène Schweizer und die Feminist Improvising Group als Tontechnikerin auf Tournee und liess sich vom Geist des Free Jazz begeistern, was ihre weitere Entwicklung als Musikerin beeinflusste.
Improvisationen sind zentrales Gestaltungsmittel im Duo «Minimalpip», das Schirmer mit der Zürcher Perkussionistin, Pianistin und Sängerin Irene Gooding bildet. Ab den frühen Achtzigern kreierten die Musikerinnen unkonventionelle Programme, die teils auch kabarettistische Elemente integrieren. In ihnen nutzten sie die Instant Composing-Technik, um mit dem Publikum zu interagieren. Neben den Instrumenten spielen Schirmers und Goodings Stimmen eine wichtige Rolle, etwa in spontanen, humorvollen Dialogen. So schrieb die Neue Zürcher Zeitung über einen Auftritt im Rahmen der 9. Winterthurer Musikfestwochen am 27. August 1984: «[…] ein Duo, das die soeben noch zelebrierten Worte zu skandiertem Gesang ganz ordentlich zerzauste. […] Die Unterhaltung der beiden unerschrockenen Frauen […] brachte einige Bewegung in das vor kurzem noch so andächtige Publikum.»
Zusammen mit der Perkussionistin und Vibraphonistin Catia Olivia und ihrem Lebensgefährten Willi Duss entwickelte Schirmer zwischen 1990 und 1995 die 4-Stick-Technik für das Hackbrett. Analog zu der Spielweise mit vier Schlegeln auf Vibraphon/Marimba eröffneten Schirmers Ideen neue Möglichkeiten hinsichtlich Klang und Mehrstimmigkeit. 1995 startete Schirmer die Reihe Vibrationen-Variationen mit Konzerten in verschiedenen Regionen der Schweiz (Boswil, Bern, Zürich, Langnau, Olten). In diesem Rahmen stellte sie ihre 4-Stick-Technik vor, mit Eigenkompositionen und einem Kompositionsauftrag an den kubanischen Komponisten Luis F. Suarez. 1997 erschien das Repertoire auf der CD Eigereye.
Ihre Arbeiten stießen in anderen künstlerischen Sparten auf Interesse, es folgten Kooperationen bei Bühnenstücken, beispielsweise in Paul Steinmanns Theaterstück Tootetänzli. Ferner erhielt Schirmer Kompositionsaufträge für Hörspiele und Fernsehdokumentationen, zum  SRF-Kinderhörspiel Immer dä Michel nach Astrid Lindgren, zum neunteiligen Hörspiel Leo Schmetterling von Lukas Hartmann von Radio DRS, der dreiteiligen Fernsehreihe SRF bi de Lüt – Z’Alp des Schweizer Fernsehens und der Fernsehserie Was die Großmutter noch wusste (BR, SWF).
2000 spielte Barbara Schirmer im Schweizer Pavillon der Weltausstellung Expo 2000 in Hannover. 2003 war sie zum internationalen Santur-Festival in Teheran eingeladen. 2004 realisierte sie in Kuba ein interkulturelles Projekt mit Musikerinnen und der afrokubanischen Tanztruppe von Antonio Perrez, das beim Festival del caribe in Santiago de Cuba uraufgeführt wurde. 2005 gab sie Konzerte mit der ungarischen Cimbalom-Musikerin Victoria Herenscar in Budapest und Banska Bystrica (Slowakei). Im Anschluss reiste Schirmer mit der Cimbalom World Association zum Hammered Dulcimer Festival nach Peking.
Von 2007 bis 2016 erforschte sie zusammen mit dem Stimmkünstler Christian Zehnder neue Pfade alpiner Musik. Sie entwickelten die drei Konzert-Programme Gländ, Schmelz (CD bei Traumton Records) und Lausch (ebenfalls mit CD-Veröffentlichung) und gingen international auf Tour. Anlässlich eines Konzerts in Frankfurt am Main im August 2011 notierte Norbert Krampf in der Frankfurter Allgemeinen Zeitung: «Subtil arbeitet Schirmer regionale Eigenheiten in ihren fein geknüpften Klöppelteppich ein, ohne dass sie als Zitat erkennbar sind […] Selten gelingt es Musikern so überzeugend, Geist und Gefühl in individualisierten Klangfarben zu vereinen.»
Künstlerische Eigenständigkeit zeigte Barbara Schirmer auch 2012 im Projekt Hautnah, einem musikalisch-zeichnerischen Dialog über den menschlichen Körper mit dem Zeichner Yves Noyau. Ferner entwarf sie in dem Programm Eigereye 15 mit Didine Stauffer polyrhythmische Architekturen um das ungewöhnliche Metrum von 15 Schlägen pro Takt.
2017 produzierte Schirmer ihre erste Solo-CD Falter, die 2018 auf die Longlist des Preis der deutschen Schallplattenkritik gelangte und starke Presseresonanz erhielt. Ane Hebeisen schrieb dazu in der Schweizer Tageszeitung Der Bund: «Aufs Brett gehackter Segen […] ein Werk von aufwühlender, hypnotischer Schönheit.» Parallel dazu begann sie eine fortdauernde Zusammenarbeit mit dem Cellisten Carlo Niederhauser. 2019 wurden die beiden für ein Projekt nach Montreal eingeladen, wo sie mit der Papierkünstlerin Horta van Hoye den Klosteralltag von Nonnen erforschten. Daraus entstand die Performance Awakening Nuns, zu der Schirmer die Musik komponierte und die im Kulturzentrum Chapelle historique du Bon-Pasteur uraufgeführt wurde.
Ab 2019 liess Schirmer zusammen mit dem Autor Mirko Beetschen dessen Roman Bel Veder (Literaturpreis des Kantons Bern 2019) als «Schauerspiel» lebendig werden. Dafür entwickelten sie, passend zur Handlung in einem verlassenen Grand Hotel, eine Inszenierung aus Lesung, Musik und Geräuschen.

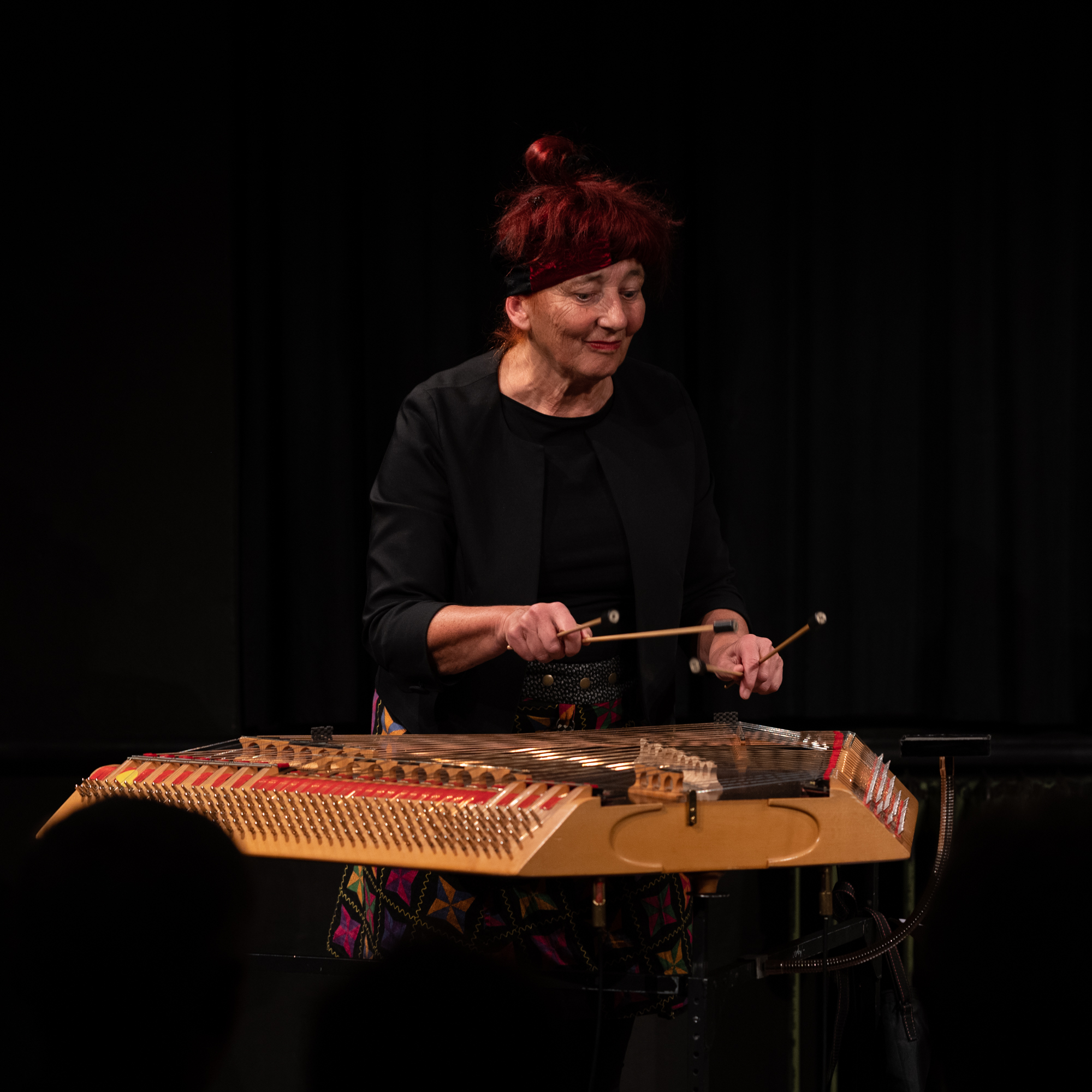
Barbara Schirmer, CD-Release-Konzert live, 4. November 2021 Stanzerei Baden AG

2021 veröffentlichten Schirmer und Niederhauser das Projekt ZeitverLUST. Die CD und das Konzertprogramm kreisen um das Leitmotiv «Ihr habt die Uhr, wir haben Zeit.» Das Album wird auf der Longlist des 3. Quartals 2021 des Preises der deutschen Schallplattenkritik aufgeführt. Ein CD-Release-Konzert fand am 4. November 2021 in der Stanzerei in Baden AG statt.

## Auszeichnungen, Stipendien (Auswahl)
- 2005: Stiftung Thyll-Dürr, Studienaufenthalt Casa Zia Lina, Elba, Italien.
- 2012: Göhner-Stiftung, Projekt Hautnah.
- 2018: Aargauer Kuratorium, Komposition Awakening Nuns.[14]
- 2019: Pro Helvetia, Fondation SUISA, Kanton Bern, Projekt Awakening Nuns.
- 2020: Aargauer Kuratorium, Album ZeitverLUST[15]

## Diskographie
- Schürmüli Musig (SMR), 1991
- Eigereye (SMR), 1997
- Drehender Wish (SMR), 2002
- Schmelz (Traumton Records), 2010
- Lausch (New Space Mountain), 2015
- Falter (SMR), 2017
- ZeitverLUST (SMR), 2021